# Сальтрио

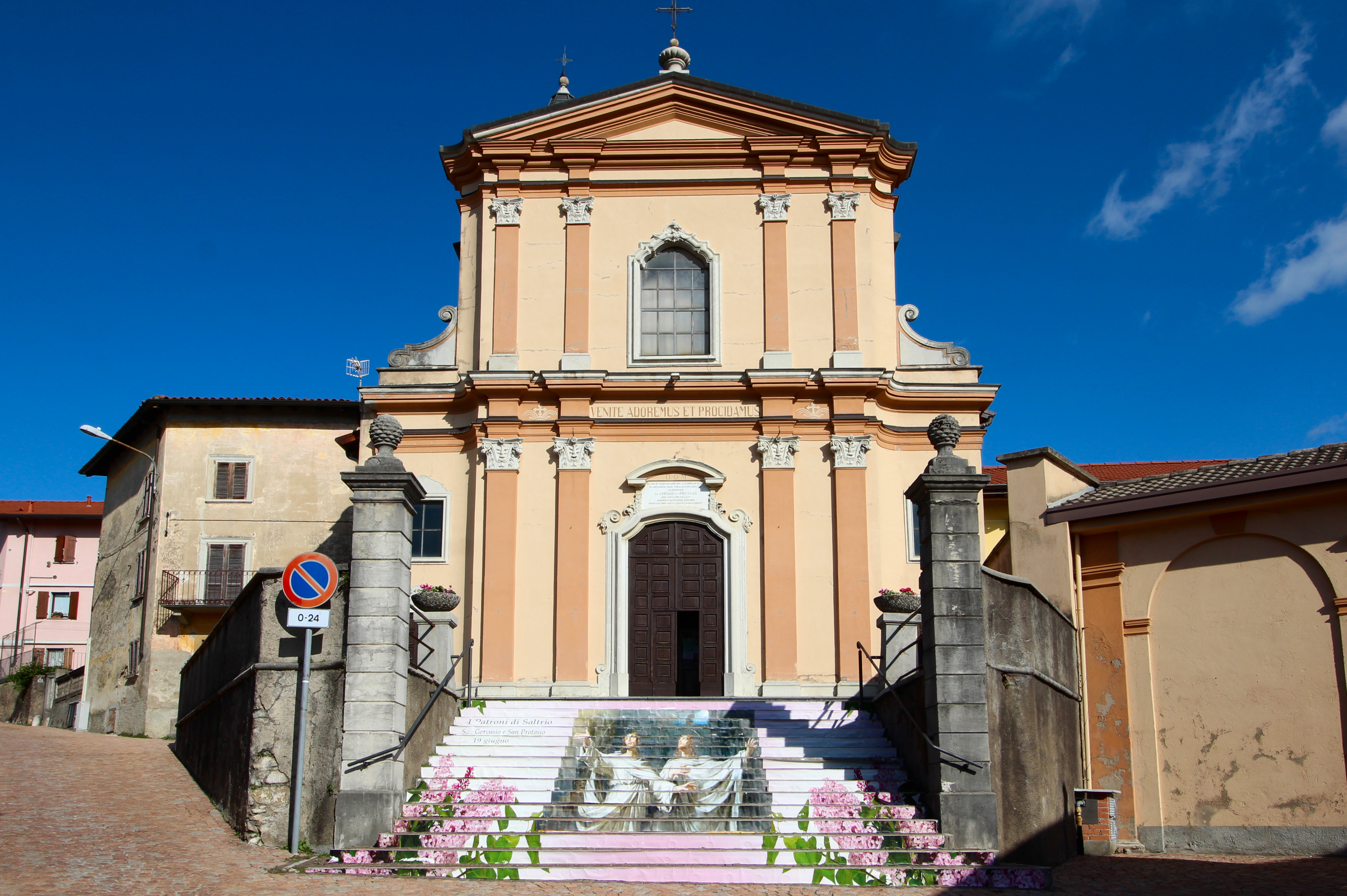
Храм свв. Гервасия и Протасия

Сальтрио (итал. Saltrio) — коммуна в Италии, находится в провинции Варесе области Ломбардия.
Население составляет 2857 человек, плотность населения составляет 952 чел./км². Занимает площадь 3 км². Почтовый индекс — 21050. Телефонный код — 0332.
Покровителями коммуны почитаются святые Гервасий и Протасий.